# 1217
[[Категорија: 1217
.| ]]
Година 1217 (MCCXVII) била је проста година која је почела у недељу.

## Догађаји
- Википедија:Непознат датум — Велики жупан Стефан Немањић, овенчан у Жичи за првог краља Србије.
- Википедија:Непознат датум — На подстицај папе Хонорија III новом Крсташком рату придружили су се угарско-хрватски краљ Андрија, Леополд VI од Аустрије и Иго I од Кипра.
- Википедија:Непознат датум — У Шпанији је умро краљ Кастиље Хенрик I, наследио га је Фердинанд III Свети, син Алфонса X од Леона и Беренгарије, ћерке Алфонса VIII од Кастиље.
- Википедија:Непознат датум — На норвешки престо је дошао Хокон VI Хоконсон.
- Википедија:Непознат датум — Битком код Светог Матеја Немци из Ливоније освојили су Естонију.
- Википедија:Непознат датум — У Бугарској цар Борил губи ослонац и бива потиснут с власти кад се појавио законити наследник, избегли Јован Асен II праћен руским четама.
- Википедија:Непознат датум — Угарски краљ Андрија је у августу из Сплита кренуо на крсташки рат у Палестину.
- Википедија:Непознат датум — Краљ Стефан Немањић води латинофилску политику али расте православна опозиција у Србији.
- Википедија:Непознат датум — Монах Сава Немањић се у Никеји састаје са царом Теодором Ласкарисом и преговара о стварању Српске архиепископије.
- 20. мај – Битка код Линколна (1217)